# Спринг Грин (Висконсин)
Спринг Грин (енгл. Spring Green) град је у америчкој савезној држави Висконсин.

## Демографија
По попису из 2010. године број становника је 1.628, што је 184 (12,7%) становника више него 2000. године.
| Група             | 2000.         | 2010.         |
| Белци             | 1.432 (99,2%) | 1.575 (96,7%) |
| Афроамериканци    | 2 (0,1%)      | 9 (0,6%)      |
| Азијати           | 1 (0,1%)      | 1 (0,1%)      |
| Хиспаноамериканци | 2 (0,1%)      | 13 (0,8%)     |
| Укупно            | 1.444         | 1.628         |